# Sabaa Aiyoun
Sabaa Aiyoun (àrab: سبع عيون, Sabʿ ʿUyūn; amazic estàndard marroquí: ⵙⴱⵄ ⵄⵢⵓⵏ, Sbℇ ℇyun) és un municipi de la província d'El Hajeb, a la regió de Fes-Meknès, al Marroc. Segons el cens de 2014 tenia una població total de 26.277 persones.